# Unyang-dong
Unyang-dong (koreanska: 운양동) är en stadsdel i kommunen Gimpo i provinsen Gyeonggi i Sydkorea, 28 km väster om huvudstaden Seoul.
Stadsdelen bildades 2 februari 2015 genom en utbrytning från dåvarande Gimpo 2-dong.